# وحيد عبد السلام بالي
وحيد عبد السلام بالي عالم دين مصري وداعية إسلامي معاصر. من مواليد محافظة كفر الشيخ بجمهورية مصر العربية عام 1963م، وحاصل على شهادة ليسانس آداب وتربية – شعبة اللغة العربية ، ومتفرغ لطلب العلم والدعوة إلى الله. 
اشتهر الشيخ وحيد بالرقية الشرعية وطرق علاج أعمال السحر والمس والجان حيث عالج بنفسه العديد من هذه الحالات بنجاح مع العديد من الاشخاص. وسرد ذلك في سلسلة كتبه في: كتاب (وقاية الإنسان من الجن والشيطان)، وكتاب (الصارم البتار في التصدي للسحرة الأشرار).

## مؤلفاته
- وقاية الإنسان من الجن والشيطان.
- حفظ اللسان.
- وصف الجنة من صحيح السنة.
- وصف النار من صحيح الأخبار.
- الطريق إلى الولد الصالح.
- تحصين البيت من الشيطان.
- الأمور الميسرة لقيام الليل.
- انظر حولك.
- التوبة النصوح.
- محاسبة النفس.
- علماء وأمراء.
- الصارم البتار في التصدي للسحرة الأشرار.
- كلمات على فراش الموت.
- فتح المنان في صفات عباد الرحمن.
- مناظرة علمية حول البنوك الربوية والإسلامية.
- الركائز الأساسية لطالب العلم.
- فاكهة المجالس.
- بداية المتفقة.
- طرق الشيطان لإضلال الإنسان.
- 40خطأ للسان.
- التحصينات الإيمانية من المداخل الشيطانية.
- البداية في علم المواريثم النسيم.
- الإكليل في شرح منار السبيل.
- البداية في أصول الفقه
- صحيح الآداب الإسلامية
- البداية في علم العقيدة
- الخلاصة البهية في ترتيب أحداث السيرة النبوية

- الشيخ عبد العزيز بن باز.
- الشيخ محمد بن صالح العثيمين.
- الشيخ محمد ناصر الدين الألباني حيث حضر له درساً واحدا ًبمكة.
- الشيخ أبو بكر الجزائري.
- الشيخ عطية محمد سالم.
- الشيخ عبد الله البسام.
- الشيخ عبد الله العجلان المدرس بالمسجد الحرام.
- الشيخ أسامة خياط خطيب المسجد الحرام.
- الشيخ عبد الله بن عبد الرحمن جبرين عضو هيئة كبار العلماء.
- الشيخ جبران الفيفي قاضي المحكمة الكبرى بأبها.
- الشيخ جبريل البوصيلي
- الشيخ سعيد بن حماد الشهري المدرس بالمعهد العلمي بأبها.
- الشيخ محمد صفوت نور الدين رئيس جمعية أنصار السنة بمصر.
- الشيخ صفوت الشوادفي رئيس تحرير مجلة التوحيد المصرية.[1]

- سافر الشيخ مع مجموعة من المشايخ إلى دولتي مالاوي وموزمبيق حيث أسلم على يديه في هذه الرحلة أكثر من ألف شخص بداية عام 1434هـ.
- وسافر مع مجموعة من العلماء في غرة رجب لعام 1434هـ إلى دولتي مالاوي وكينيا حيث أسلم فيها أكثر من (4500) شخص.
- والآن هناك دعاة يدعون إلى الإسلام يتابعهم ويشرف عليهم الشيخ وحيد باستمرار ويبنون المساجد والمدارس الإسلامية والمراكز الإسلامية ويحفرون الآبار ويطعمون الفقراء والمساكين ويكسونهم ويعلمونهم.
- ومازالت الأسفار مستمرة له إلى دول أفريقيا لدعوة غير المسلمين إلى الإسلام هو ومجموعة من المشايخ الدعاة.[2]

- أبو إسحاق الحويني
- محمد مسعد ياقوت
- عمر عبد الكافي
- وجدي غنيم
- عبد الحميد كشك
- محمد حسان
- عبد الله عزام
- محمد الغزالي
- عائض القرني

- صفحة الشيخ على موقع طريق الإسلام

1. 1 2 3  السيرة الذاتية للشيخ وحيد عبد السلام علي موقعه الرسمي نسخة محفوظة 27 سبتمبر 2014 على موقع واي باك مشين.
2. ↑  ترجمة الشيخ وحيد بالي - الموسوعة الإسلامية نسخة محفوظة 5 يونيو 2017 على موقع واي باك مشين. "نسخة مؤرشفة". مؤرشف من الأصل في 2017-06-05. اطلع عليه بتاريخ 2015-08-08.{{استشهاد ويب}}:  صيانة الاستشهاد: BOT: original URL status unknown (link)